# Burnetia mirabilis
Burnetia mirabilis és una espècie de sinàpsid extint de la família dels burnètids que visqué durant el Permià superior en allò que avui en dia és Sud-àfrica. Es tracta de l'única del gènere Burnetia. Fou descrit a partir d'un crani en molt bon estat de conservació que feia 177 mm de llargada (uns 190 mm en vida) i 170 mm d'amplada. El nom genèric Burnetia fou elegit en honor de James Burnet, Lord Monboddo, un evolucionista escocès del segle xviii.